# Reli Njemačka
Reli Njemačka (ADAC Rallye Deutschland) je godišnja reli utrka u Njemačkoj, koja je u kalendaru svjetskog prvenstva u reliju od sezone 2002.

## Pobjednici

### Višestruki pobjednici (vozači)
Podebljani vozači su i dalje aktivni u natjecanju svjetskog reli prvenstva.
| Pobjede | Vozač           | Pobjednička godina                                            |
| ------- | --------------- | ------------------------------------------------------------- |
| 9       | Sébastien Loeb  | 2002., 2003., 2004., 2005., 2006., 2007., 2008., 2010., 2012. |
| 3       | Sébastien Ogier | 2011., 2015., 2016.                                           |
| 3       | Ott Tänak       | 2017., 2018., 2019.                                           |

### Višestruki pobjednici (proizvođači)
Podebljani proizvođači su i dalje aktivni u natjecanju svjetskog reli prvenstva.
| Pobjede | Proizvođač | Pobjednička godina                                                          |
| ------- | ---------- | --------------------------------------------------------------------------- |
| 11      | Citroën    | 2002., 2003., 2004., 2005., 2006., 2007., 2008., 2010., 2011., 2012., 2013. |
| 2       | Volkswagen | 2015., 2016.                                                                |
| 2       | Toyota     | 2018., 2019.                                                                |

### Pobjednici po godinama
| Godina | Vozač            | Automobil             |
| ------ | ---------------- | --------------------- |
| 2002.  | Sébastien Loeb   | Citroën Xsara WRC     |
| 2003.  | Sébastien Loeb   | Citroën Xsara WRC     |
| 2004.  | Sébastien Loeb   | Citroën Xsara WRC     |
| 2005.  | Sébastien Loeb   | Citroën Xsara WRC     |
| 2006.  | Sébastien Loeb   | Citroën Xsara WRC     |
| 2007.  | Sébastien Loeb   | Citroën C4 WRC        |
| 2008.  | Sébastien Loeb   | Citroën C4 WRC        |
| 2009.  | Nije održan      | Nije održan           |
| 2010.  | Sébastien Loeb   | Citroën C4 WRC        |
| 2011.  | Sébastien Ogier  | Citroën DS3 WRC       |
| 2012.  | Sébastien Loeb   | Citroën DS3 WRC       |
| 2013.  | Dani Sordo       | Citroën DS3 WRC       |
| 2014.  | Thierry Neuville | Hyundai i20 WRC       |
| 2015.  | Sébastien Ogier  | Volkswagen Polo R WRC |
| 2016.  | Sébastien Ogier  | Volkswagen Polo R WRC |
| 2017.  | Ott Tänak        | Ford Fiesta WRC       |
| 2018.  | Ott Tänak        | Toyota Yaris WRC      |
| 2019.  | Ott Tänak        | Toyota Yaris WRC      |